# Sepedon acrosticta
Sepedon acrosticta är en tvåvingeart som beskrevs av Verbeke 1956. Sepedon acrosticta ingår i släktet Sepedon och familjen kärrflugor. Inga underarter finns listade i Catalogue of Life.